# Pueblo Juárez, Colima
Pueblo Juárez är en ort i Mexiko.   Den ligger i kommunen Coquimatlán och delstaten Colima, i den södra delen av landet, 500 km väster om huvudstaden Mexico City. Pueblo Juárez ligger 271 meter över havet och antalet invånare är 2 477.
Terrängen runt Pueblo Juárez är kuperad åt sydost, men åt nordväst är den bergig. Runt Pueblo Juárez är det ganska glesbefolkat, med 42 invånare per kvadratkilometer. Närmaste större samhälle är Coquimatlán, 13,5 km öster om Pueblo Juárez. Omgivningarna runt Pueblo Juárez är en mosaik av jordbruksmark och naturlig växtlighet.